# 바테렌 추방령

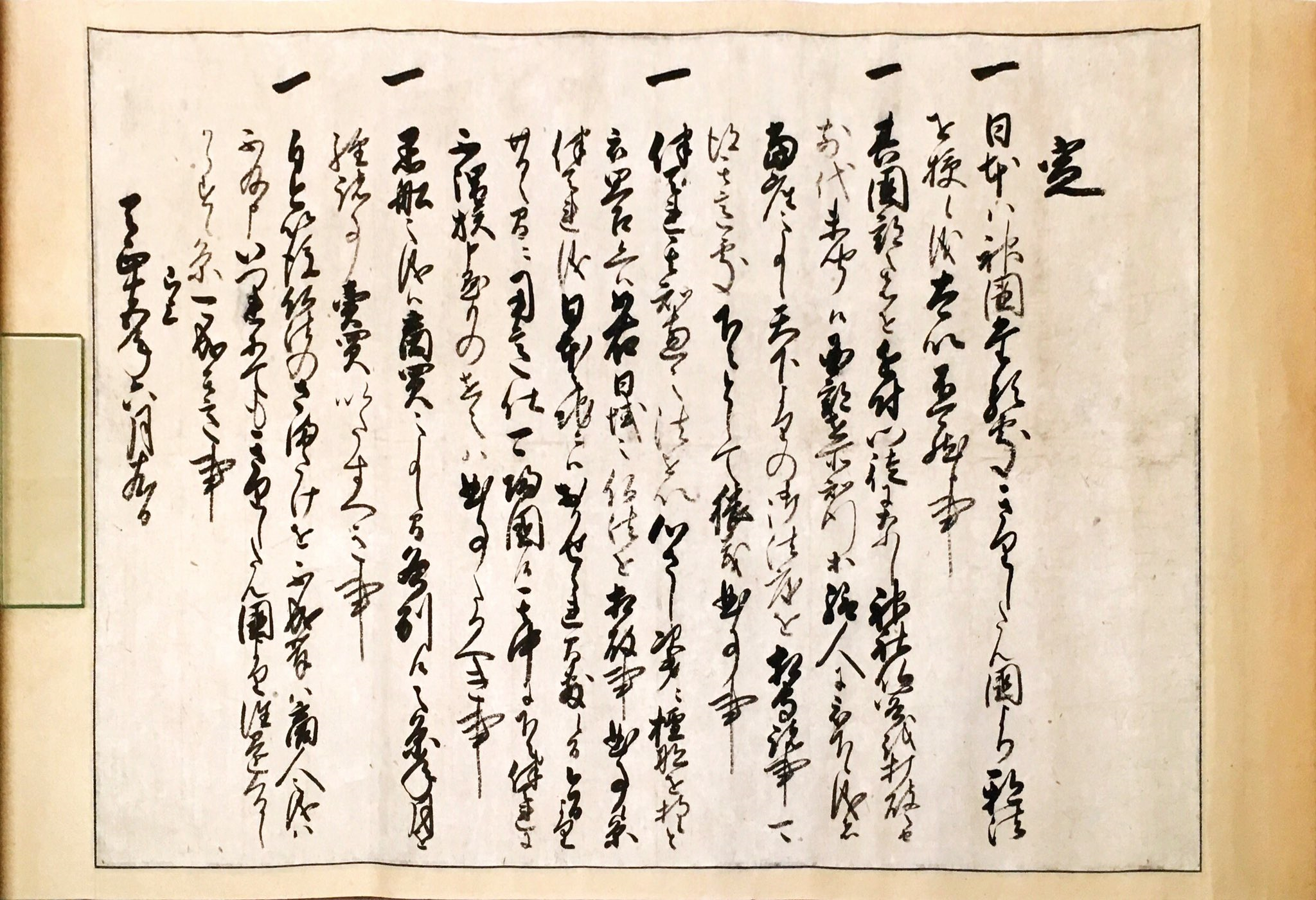

바테렌 추방령(일본어: 伴天連追放令, 영어: Bateren Edict)은 덴쇼 15년 음력 6월 19일(1587년 7월 24일) 도요토미 히데요시에 의해 예수회 선교사가 추방령을 받은 사건을 말한다. 여기서 바테렌(Padre)은 신부라는 의미이다.

## 개요
도요토미 히데요시는 원래 오다 노부나가의 정책을 이어받아 크리스트교 포교를 용인하는 입장에 있었다. 덴쇼 14년(1586년) 음력 3월 16일에는 오사카성에게 예수회 선교사로 일본 선교의 총책임자였던 가스파르 코엘료를 만나 접견하고, 같은 해 5월 4일에도 예수회의 포교에 대한 허가증을 발급해주기도 했다.
그러나 규슈 평정을 마친 뒤 지쿠젠의 하코자키(箱崎)에 체제하고 있던 히데요시는 나가사키에 예수회 깃발이 세워진 것을 알게 되었다. 이에 놀란 히데요시는 『덴쇼 15년 6월 18일 각서』(天正十五年六月十八日付覚)에 이어, 다음날인 음력 6월 19일(7월 24일)에 포르투갈측 통상책임자(카피탄 모르)인 도밍고스 몬테로와 선교사 코엘료가 나가사키에서 히데요시를 알현하던 무렵에 선교사 퇴거와 교역의 자유를 선언한 문서를 전하고 크리스트교 선교의 제한을 표명하였다.

### 덴쇼 15년 6월 18일의 각서
덴쇼 15년 6월 15일의 각서(天正十五年六月十八日付覚)로 알려진 히데요시의 문서 내용은 다음과 같다.
* 伴天連門徒之儀ハ、其者之可為心次第事、
* 国郡在所を御扶持に被遣候を、其知行中之寺庵百姓已下を心ざしも無之所、押而給人伴天連門徒可成由申、理不尽成候段曲事候事、
* 其国郡知行之義、給人被下候事ハ当座之義ニ候、給人ハかはり候といへ共、百姓ハ不替ものニ候條、理不尽之義何かに付て於有之ハ、給人を曲事可被仰出候間、可成其意候事。
* 弐百町ニ三千貫より上之者、伴天連ニ成候に於いてハ、奉得公儀御意次第ニ成可申候事、
* 右の知行より下を取候者ハ、八宗九宗之義候條、其主一人宛ハ心次第可成事、
* 伴天連門徒之儀ハ一向宗よりも外ニ申合候由、被聞召候、一向宗其国郡ニ寺内をして給人へ年貢を不成並加賀一国門徒ニ成候而国主之富樫を追出、一向衆之坊主もとへ令知行、其上越前迄取候而、天下之さはりニ成候儀、無其隠候事。
* 本願寺門徒其坊主、天満ニ寺を立させ、雖免置候、寺内ニ如前々ニは不被仰付事、
* 国郡又ハ在所を持候大名、其家中之者共を伴天連門徒押付成候事ハ、本願寺門徒之寺内を立て候よりも不可然義候間、天下之さわり可成候條、其分別無之者ハ可被加御成敗候事、
* 伴天連門徒心ざし次第ニ下々成候義ハ、八宗九宗之儀候間不苦事、
* 大唐、南蛮、高麗江日本仁を売遣侯事曲事、付、日本ニおゐて人の売買停止の事。
*牛馬ヲ売買、ころし食事、是又可為曲事事。

右條々堅被停止畢、若違犯之族有之は忽可被処厳科者也、

天正十五年六月十八日　　　　　朱印
— 天正十五年六月十八日付覚

추방령은 '천하의 군(君)이 정한 바의 규칙'이라는 제목으로 반포되었는데 총 5개조로 되어있다.
定

- 日本ハ神國たる處、きりしたん國より邪法を授候儀、太以不可然候事。
 * 其國郡之者を近附、門徒になし、神社佛閣を打破らせ、前代未聞候。國郡在所知行等給人に被下候儀者、當座之事候。天下よりの御法度を相守諸事可得其意處、下々として猥義曲事事。
* 伴天連其智恵之法を以、心さし次第二檀那を持候と被思召候ヘバ、如右日域之佛法を相破事前事候條、伴天連儀日本之地ニハおかせられ間敷候間、今日より廿日之間二用意仕可歸國候。其中に下々伴天連儀に不謂族申懸もの在之ハ、曲事たるへき事。
黑船之儀ハ商買之事候間、各別に候之條、年月を經諸事賣買いたすへき事。
* 自今以後佛法のさまたけを不成輩ハ、商人之儀ハ不及申、いつれにてもきりしたん國より往還くるしからす候條、可成其意事。

以上
天正十五年六月十九日　　　　　朱印—  吉利支丹伴天連追放令

- 제1조 일본은 고래로부터 신국이기 때문에, 기리시탄들의 나라에서 온 신부들이 악마의 가르침을 펴기 위해 이 땅에 오는 것은 몹시 나쁜 일이다.
- 제2조 그들은 일본의 여러 영지에 와서 우리를 그들의 종파로 개종시키고 있다. 이 때문에 그들은 신들과 부처들의 사원을 파괴하고 있다. 그러나 이 일은 사람들이 일찍이 전혀 보고 들은 적이 없는 일이다. 천하의 군이 영주에게 영지와 마을과 동네를 나누어 주고, 무사들이 봉록으로 당을 받는다 해도, 그런 일은 일시적인 일에 지나지 않는다. 따라서 그들도 천하의 법도를 완전하게 준수할 의무를 지닌다. 그러나 하층민들이 이런 것을 어기고 동일한 소요(사찰과 신사 파괴)를 일으킨 다면 처벌받는다.
- 제3조 만약 천하의 군이 기리시탄들의 의지와 의향에 따라 신들이 가르친 ㅡ 종파의 가르침에 근거하여 행동하는 것이 옳지 않다고 한다면, 앞서 적은 바와같이 그들은 일본의 가르침을 파괴하는 것이 된다. 그런 일은 나쁜 일이므로, 나는 신부들이 일본 땅에 있지 말아야 한다고 정하는 바다. 이 결정에 의해 오늘부터 20일 이내에 일본에 자신들의 일을 정리하고 자국으로 돌아가야 한다. 만일 이 기간에 누구든 그들에게 해를 입힌다면 그 자는 그 일 때문에 처벌 받는다.
- 제4조 나우 선(포르투갈 상선)은 거래를 행하기 위해 내항하는 것이므로, 그것과 전혀 별개의 일이다. 거래는 지장없이 행할 수 있다.
- 제5조 앞으로는 상인뿐만 아니라 인도에서 오는 사람들은 신과 부처의 가르침에 방해를 가하지 않는 한, 누구라도 자유로이 일본에 올 수 있다.[1]

이 금지령을 발포한 직후 히데요시는 나가사키를 예수회로부터 몰수해, 천령(天領) 즉 자신의 직할령으로 삼았다. 다만 이를 기회로 선교사에게 위해를 가한다거나 하는 행위는 처벌한다는 점은 명시했다. 크리스트교로 강제개종하는 것(혹은 강제개종시키는 것)은 금지되었지만 백성이 개인적으로 자기 의사에 따라 크리스트교를 믿는 것은 자유로 하되, 다이묘가 신도가 되는 것은 히데요시의 허가를 받고 나서야 가능하도록 한 것으로 사실상 신앙의 자유를 보장하는 것이었다. 그리고 예수회가 자숙하고 히데요시에게 복종하는 태도를 나타내거나, 배편이 없다는 문제도 있고 해서 실제로 이행되지는 않았다.

## 추방령의 기초
본문을 기초한 것은 히데요시 본인이 아니라 히데요시의 측근이자 주치의였던 야쿠인 젠소(施薬院全宗)로 되어 있다. 젠소의 스승이었던 마나세 도산(曲直瀬道三)은 루이스 프로이스의 『일본사』에 따르면 이 추방령 이전에는 기리시탄이었다고 되어 있는데, 이를 방증하는 일본측 사료는 알려져 있지 않고, 도산도 사후에는 불교식으로 법호(法号)를 받았다.

## 추방령의 원인
앞서 언급한 대로 히데요시는 크리스트교에 비교적 관대했던 오다 노부나가의 정책을 이어받아서 크리스트교 포교를 용인하는 입장이었고, 동시에 크리스트교가 가진 힘도 파악하고 있었다. 히데요시 당시 크리스트교는 일본, 특히 예수회 본거지가 있었던 규슈 지역에서 특히 강세였고, 오토모 소린이나 고니시 유키나가 등 다이묘 자신이 크리스천인 경우(기리시탄 다이묘)도 있었기에 그들 기리시탄 다이묘들에게 수월하게 접근할 수 있는 예수회 선교사들의 존재는 히데요시로써도 중요했다.
실제 덴쇼 14년(1586년) 5월 오사카 성에서 코엘류와 접견했던 히데요시는 규슈 정복과 조선에 출병해 명나라가 있는 중국 대륙을 침공할 계획을 털어 놓았으며, 대륙 정복에 성공하면 각지에 교회를 지을 수 있도록 선교사들을 지원해 줄테니 그 때가 오면 포르투갈 선박 2척을 지원해 달라고 요청하기도 했으며, 코엘류는 이러한 계획에 찬동했을 뿐만 아니라 자신의 영향력이 미치고 있는 규슈의 기리시탄 다이묘들과의 합동 작전을 제안을 하기도 했다. 그리고 앞서 1년 전인 덴쇼 13년(1585년)에는 기리시탄 다이묘들과 이들을 앞세운 선교 활동을 지원하고자 루손(필리핀)에 함대 파견을 요청하고 있었다. 이러한 생각은 코엘류 뿐만 아니라 당시에 많은 예수회 선교사들이 공유하는 것이었다.
코엘류로서는 권력자인 히데요시의 기분을 맞춰주면서 동시에 선교를 더욱 수월하게 하려는 목적도 있었지만, 이는 거꾸로 히데요시가 규슈의 기리시탄 다이묘들 사이에서 예수회 선교사들이 생각 이상으로 강한 힘을 가지고 있음을 확인하게 해 주었다. 규슈 정벌은 히데요시가 예수회에 대한 경각심을 굳히게 되는 계기가 되었다. 또 히데요시가 규슈 정벌을 마치고 덴쇼 15년(1587년) 6월 10일 하카타에 왔을 때 코엘류는 자신의 푸스타 선(Fusta船)을 타고 하카타 만 해상에서 히데요시를 접견하였는데, 히데요시는 그 배를 상세하게 관찰하고 칭찬하면서도 "이것은 틀림없이 군함"이라고 말했다. 아울러 예수회 영지이기도 했던 나가사키가 예수회에 의해 요새화되어 있는 것을 보면서 히데요시는 막강한 군사력과 기리시탄 영주들을 거느린 예수회에게 위기감을 느끼게 되었던 것이다.
바테렌 추방령을 내리기 전날에 히데요시는 코엘료에게 네 가지 조항으로 이루어진 힐난의 문서를 보냈는데, 그가 힐난하는 내용은 다음과 같았다.
1. . 어째서 신부들은 그렇게도 열심히 사람들을 강제로 기리시탄으로 삼는가?
2. . 어째서 '가미(神)'나 부처의 신사와 사찰을 파괴하고 주지들을 박해하며 그들과 융화하지 않는가?
3. . 어째서 도리에 벗어나는 일임에도 불구하고 말과 소를 먹는가?
4. . 어째서 포르투갈인들은 다수의 일본인들을 사들여 노예로 삼아 국외로 방출하는가?

루이스 프로이스에 따르면 바테렌 추방령이 발호되고 나가사키 등 예수회 영지가 몰수당하자 코엘류는 기리시탄 다이묘들을 규합하여 무력으로 히데요시에 대항할 것을 지시했고 자기 자신도 그 준비를 하기 시작했으며, 동시에 몰수당한 나가사키, 모기, 우라카미 영지를 되찾기 위해 군수물자를 확보하고자 했다. 그러나 이 일은 코엘류의 이러한 태도를 싫어하던 고니시 유키나가나 아리마 하루노부에 의해 실현되지 않았다. 그러자 코엘류는 마닐라, 마카오, 고아에 연락해서 2, 300명의 군세를 시급히 파견해 줄것을 요청했다. 하지만 이것도 보고를 받은 알레산드로 발리냐노(예수회 동인도 관할구역 순찰사)의 조치 등에 의해서 행해지지 않고 끝났다.
또한 한국의 유가영은 석사 논문 《막말 일본 기독교 탄압에 대한 연구》에서 바테렌 추방령은 일본의 조선 침공, 즉 임진왜란에 대한 예수회의 적극적 지지에서 시작되었음을 지적하였다. 바테렌 추방령 이후 예수회의 동인도 순찰사였던 알레산드로 발리냐노(동인도 선교 총 책임자로 코엘류 신부를 일본 책임자로 임명한 사람)는 히데요시의 추방령이 어떻게든 무효가 되도록 분주하게 움직였다. 그는 덴쇼 18년(1590년), 귀국한 덴쇼 소년사절단과 함께 인도 총독의 대사 자격으로 주라쿠다이에서 히데요시와 회견했다. 발리냐노는 히데요시에게 황금장식을 붙인 매우 아름답고 훌륭한 밀라노산 백색 갑주 2벌, 모두 은으로 된 매우 훌륭한 장식이 붙은 커다란 검 두 자루, 진귀한 두자루의 총포, 총포로 사용할 수 있는 투리사드(총포지만 무엇인지 확실치 않음) 하나, 야전용 천막 한세트, 대단히 훌륭한 유화, 괘포 4매, 아라비아산 명마 두 필 등을 선물했다. 이에 히데요시는 발리냐노에게 커다란 쟁반 두 개를 주었는데 하나에는 은 100매, 다른 쟁반에는 솜을 넣은 비단옷 4벌이 들어있었다. 또 그를 수행한 예수회 사제들에게도 똑같이 은과 비단옷을 선물했다.
예수회 선교사로써 자신의 힘을 과시하는 듯 보이던 코엘류의 태도에 불쾌한 감정을 품었던 히데요시를 달래기 위해서 결국 발리냐노는 히데요시의 조선 출병(임진왜란)에 전면 협력을 할 수 밖에 없었다. 실제로 조선에 출병한 그 대부분이 고니시 유키나가를 비롯한 기리시탄 다이묘들이었다. 루이스 프로이스는 발리냐노의 히데요시 예방에 대한 소문이 곧바로 일본 땅에 퍼지면서 예수회 추방령은 이전의 상태로 되돌아 가는 것이라는 정보가 일본 전체에 퍼졌다. 이로 인해 각지의 기리시탄들은 대단히 기뻐하여 이내 십자가를 세우기 시작했다고 한다.